# Sudiste
Sudiste är en ort i Estland. Den ligger i Karksi kommun och landskapet Viljandimaa, i den södra delen av landet, 160 km söder om huvudstaden Tallinn. Sudiste ligger 123 meter över havet och antalet invånare är 140.
Terrängen runt Sudiste är platt. Runt Sudiste är det glesbefolkat, med 12 invånare per kvadratkilometer. Närmaste större samhälle är Karksi-Nuia, 5,0 km väster om Sudiste. I omgivningarna runt Sudiste växer i huvudsak blandskog.